# Penshurst
Penshurst is een civil parish in het bestuurlijke gebied Sevenoaks, in het Engelse graafschap Kent met 1628 inwoners.